# Yüksel Sarıçiçek
Yüksel Sarıçiçek (ur. 2002) – turecki zapaśnik walczący w stylu klasycznym. Czwarty w Pucharze Świata w 2022. 
Wicemistrz Europy U-23 w 2024. Drugi na MŚ juniorów i trzeci na ME w 2022 roku.